# Jan Łukasiewicz (architekt)
Jan Łukasiewicz (ur. 1844, zm. 1906) – polski architekt zamieszkały w Urugwaju.

## Życiorys
Jan Łukasiewicz urodził się w 1844 roku na ziemi lubelskiej jako syn Łukasza Łukasiewicza. Brał udział w powstaniu styczniowym, po upadku którego wyemigrował do Francji, gdzie na uniwersytecie paryskim ukończył architekturę. W 1871 r. brał udział w Komunie Paryskiej, a po jej upadku wyemigrował do Urugwaju.
Po przyjeździe do Urugwaju osiadł w Montevideo, gdzie objął funkcję architekta miejskiego, a parę lat później zaczął nadzorować w całym kraju roboty publiczne. Jest autorem projektu i budowniczym m.in. pałacu dla prezydenta Máximo Santosa, uważanego za najlepszy w całej Ameryce Łacińskiej szpitala dla umysłowo chorych, żeńskiego seminarium nauczycielskiego i bulwaru im. gen. Artigasa.